# Hell in the Pacific
 Hell in the Pacific és una pel·lícula de guerra estatunidenca dirigida per John Boorman, estrenada el 1968.

## Argument
En el transcurs de la Segona Guerra Mundial en el Pacífic, un aviador americà abatut cau sobre una illa ja ocupada per un mariner japonès. Cadascun intentarà prendre possessió de l'illa. Finalment, construiran junts un rai. Però les fotos de soldats torturats i més les seves diferències culturals replantejaran la seva cooperació mútua.
Hi ha dues seqüències finals a la pel·lícula:
- Primer final: Mentre que la tensió entre els dos protagonistes és al seu apogeu, un bombardeig els mata tots dos.
- Segon final: Mentre que la tensió entre els dos protagonistes és al seu apogeu, se'n va cadascú pel seu costat...

## Repartiment
- Lee Marvin: Pilot Americà[2]
- Toshirō Mifune: el japonès[2]

## Al voltant de la pel·lícula
- La pel·lícula va ser rodada durant quatre mesos a Palaos, entre les Filipines i Nova Guinea. Una curt argument va servir de base a la intriga, el decorat natural va servir d'inspiració en el rodatge pròpiament dit.
- La pel·lícula existeix amb un final alternatiu (que és el final inicial de John Boorman). Els productors van jutjar que no era prou espectacular i van decidir tallar la discussió final per muntar un stock-shot d'explosió. Explosió entesa com a resultes d'un bombardeig on els dos protagonistes trobaven la mort. Heus aquí el final original: Després dels insults, l'americà recupera els seus temes i la seva bossa a l'esquena. El japonès es posa en silenci el seu uniforme militar. Els dos homes es llancen una última mirada: rancuniosa per a l'americà i abatuda per al japonès. L'americà se’n va de la base i el japonès surt d'esquena i deixa una cadira buida i un rellotge...
- La idea de Boorman era "de donar una gir a la indústria" fent una pel·lícula muda. La primera part de la pel·lícula és efectivament sense cap diàleg elaborat.
- Toshirō Mifune va ser contractar per indicació expressa de Lee Marvin, que era un gran admirador de l'actor japonès.
- Mifune no parla una paraula d'anglès, el rodatge amb John Boorman no va ser fàcil. Lee Marvin en va aprofitar per ensenyar al seu company algunes paraules angleses.
- Durant el rodatge, hi va haver una certa pressió sobre el director per rodar una confrontació violenta entre Marvin i Mifune. La pel·lícula no contenia cap combat físic entre els dos enemics. Boorman va introduir dues imatges mentals on els protagonistes veuen, l'un després de l'altre, la seva pròpia mort. Boorman declararà molts anys més tard que la pel·lícula seria millor sense aquesta curta escena... Aquesta seqüència, evidentment, va servir per la venda de la pel·lícula, ja que es trobarà a l'anunci.
- La pel·lícula ha esdevingut una mena de clàssic (no oficial) de la història del cinema.
- La pel·lícula té la particularitat de no tenir més que dos actors i un punt comú amb L'empremta de Joseph L. Mankiewicz (1972).